# Arsenał-Kyjiwszczyna Biała Cerkiew
Arsenał-Kyjiwszczyna Biała Cerkiew (ukr. Футбольний клуб «Арсенал-Київщина» Біла Церква, Futbolnyj Kłub "Arsenał-Kyjiwszczyna" Biła Cerkwa) – ukraiński klub piłkarski z siedzibą w Białej Cerkwi, w obwodzie kijowskim. Założony w roku 2006.
Występuje w rozgrywkach ukraińskiej Druhiej Lihi.

## Historia
Chronologia nazw:
- 2006: Arsenał Biała Cerkiew (ukr. «Арсенал» Біла Церква)
- czerwiec 2013: Arsenał-Kyjiwszczyna Biała Cerkiew (ukr. «Арсенал-Київщина» Біла Церква)
- czerwiec 2018: klub rozwiązano

Klub piłkarski Arsenał Biała Cerkiew został założony w roku 2006. W pierwszym sezonie 2006 zajął pierwsze miejsce w mistrzostwach obwodu kijowskiego.
W 2007 roku zgłosił się do rozgrywek w Drugiej Lidze i otrzymał status profesjonalny.
Od sezonu 2007/08 występował w Drugiej Lidze. W sezonie 2008/09 zajął drugie miejsce w grupie A Drugiej Lihi. Tak jak klub IhroSerwis Symferopol zrezygnował z występów w Pierwszej Lidze był wyznaczony mecz pomiędzy wicemistrzami grup A i B Drugiej Lihi, w którym Arsenał Biała Cerkiew pokonał FK Połtawa z wynikiem 1:0 i zdobył awans do Pierwszej Lihi. W czerwcu 2013 klub zmienił nazwę na Arsenał-Kyjiwszczyna.
27 czerwca 2018 klub został skreślony z listy zawodowych klubów piłkarskich i potem rozwiązany.

## Sukcesy
- 2. miejsce w Drugiej Lidze:

2008/09

## Trenerzy
- 07.2006–06.2008:  Ołeh Naduda
- 07.2008–30.09.2012:  Ihor Artymowicz
- 30.09.2012–06.11.2012:  Ołeh Sokyrka
- 06.11.2012–16.01.2013:  Kostiantyn Sacharow (p.o.)
- 16.01.2013–21.04.2013:  Ołeh Łutkow
- 23.04.2013–06.2013:  Jewhen Feszczenko (p.o.)
- 01.07.2013–02.2014:  Wadym Mandrijewski
- 02.2014–02.09.2014:  Jewhen Feszczenko
- 02.09.2014–28.06.2015:  Mykoła Łytwyn
- 29.06.2015–23.12.2015:  Witalij Rozhon

## Inne
- Roś Biała Cerkiew